# Trochocyathus (Trochocyathus) laboreli
Trochocyathus (Trochocyathus) laboreli is een rifkoralensoort uit de familie van de Caryophylliidae. De wetenschappelijke naam van de soort is voor het eerst geldig gepubliceerd in 2000 door Cairns.